# Eurylister oberndorferi
Eurylister oberndorferi är en skalbaggsart som först beskrevs av Schmidt 1889.  Eurylister oberndorferi ingår i släktet Eurylister och familjen stumpbaggar. Inga underarter finns listade i Catalogue of Life.